# 湯田温泉パーキングエリア
湯田温泉パーキングエリア（ゆだおんせんパーキングエリア）は、山口県山口市吉田の中国自動車道上にあるパーキングエリアである。スマートインターチェンジを併設する。
現在は、駐車場・トイレ・自動販売機のみが設置されている。
スマートインターチェンジ供用開始日の2020年（令和2年）3月21日に当パーキングエリアの名称が「湯田パーキングエリア」（ゆだパーキングエリア）から現在の名称に変更された。

## 道路
- E2A 中国自動車道（32-1番）

## 施設
かつては上下線ともスナック・ショッピングコーナーがあり、施設内に自動販売機（軽食・飲料）が設置されていたが、民営化前の2003年（平成15年）10月31日をもってスナック・ショッピングコーナーの営業が終了し、しばらくは自動販売機のみで営業されていたが、NEXCO西日本に移行後に施設が解体されるとともに軽食の自動販売機が撤去され、飲料の自動販売機がトイレ付近に移設されている。

### 上り線（三次・浜田方面）
- 駐車場
  - 大型 7台
  - 小型 16台
- トイレ
  - 男性 大2（和式0・洋式2）・小5
  - 女性 5（和式1・洋式4）
  - 車椅子用 1
- 自動販売機（飲料のみ）

### 下り線（北九州・広島方面）
- 駐車場
  - 大型 8台
  - 小型 15台
- トイレ
  - 男性 大2（和式0・洋式2）・小5
  - 女性 5（和式1・洋式4）
  - 車椅子用 1
- 自動販売機（飲料のみ）

### 湯田温泉スマートインターチェンジ
湯田温泉スマートインターチェンジ（ゆだおんせんスマートインターチェンジ）は、湯田温泉パーキングエリアに併設のスマートインターチェンジである。
2020年（令和2年）3月21日に供用開始された。利用可能車種はETC搭載の全車種（車長12 m以下）で24時間運用。上下線ともにパーキングエリアの手前にスマートICのランプが接続し、スマートICからの退出時にはパーキングエリアを利用できない（スマートICからの流入時はパーキングエリア利用可）。

#### 接続する道路
- 山口市道湯田パーキング線
  - 山口県道61号山口小郡秋穂線（山口県道200号陶湯田線重複）から市道御堀平井線を1 kmほど大内方面に入った場所にある。

#### 歴史
近傍の市道御堀平井線が改良されるのにあわせて、パーキングエリア内にスマートインターチェンジを設ける計画が示された。山口市が2010年（平成22年）に設置の意向を表明し、当初は市道改良とほぼ同時期の2014年（平成26年）度の供用開始を目指すとしていたが、市道との接続ルートの調整に時間がかかり、同年6月27日に第1回の湯田PAスマートIC地区協議会が開かれた。2016年（平成28年）度に工事着手し、2019年（平成31年/令和元年）度の開通を目指すとした。
開業により高速道路による湯田温泉街へのアクセス向上に寄与することが期待されている。特に防府方面からは小郡ICや山口ICへ迂回せず直線的にアクセスできるようになる。
- 2014年（平成26年）
  - 8月8日 : 国土交通省より連結許可[1]。
  - 9月9日 : 工事着手[1]。
- 2020年（令和2年）
  - 1月29日 : IC名称が「湯田PAスマートIC（仮称）」から「湯田温泉スマートIC」に正式決定[1]。
  - 3月21日 : 供用開始[1]。

## バス停留所
湯田バスストップ（ゆだバスストップ）は、山口県山口市吉田の中国自動車道 湯田温泉パーキングエリア内に併設されたバス停留所である。2019年（令和元年）現在ではこのバス停に停車する高速バスは存在せず、使用されていない。

## 隣
E2A 中国自動車道
(32)山口IC/BS - (32-1)湯田温泉PA/SIC/湯田BS - (33)山口JCT